# Heinrich Louis d'Arrest
Heinrich Louis d'Arrest, född 13 juli 1822 i Berlin, död 14 juni 1875 i Köpenhamn, var en tysk astronom.

## Biografi
d'Arrest tillhörde en fransk emigrantfamilj. Som lärjunge till Johann Franz Encke var han först anställd som observator vid observatoriet i Berlin, blev därefter observator och extra ordinarie professor i Leipzig och kallades 1857 till professor vid Köpenhamns universitet. Han upptäckte flera kometer, bland vilka en (1851) med kort omloppstid, och asteroiden 76 Freia. Det var hans förtjänst, att Johann Gottfried Galle lyckades bekräfta planeten Neptunus existens.
I Köpenhamn, vars observatorium uppfördes under hans överinseende, ägnade han sig främst åt att undersöka nebulosorna, och resultatet därav publicerade han 1867 i sitt arbete Siderum nebulosorum observationes hafnienses. Han var medlem av Royal Astronomical Society, som belönade honom med guldmedalj, samt ledamot av Kungliga Vetenskapsakademien (1874) och av Ryska vetenskapsakademien.

## Utmärkelser
Asteroiden 9133 d'Arrest är uppkallad efter honom.